# オーランド
オーランド（Orlando, 英語発音: [ɔrˈlændoʊ] オランドウ、オァランドウ）は、アメリカ合衆国フロリダ州の都市。オレンジ郡の郡庁所在地である。人口は30万7573人（2020年）。全米屈指の観光・保養都市として知られる。
南東フロリダ大都市圏（マイアミ・フォートローダーデール・ウェストパームビーチ）、タンパ湾大都市圏（タンパ・セントピーターズバーグ・クリアウォーター）に続く、フロリダ州第3の都市圏を形成する。イギリスの「グローバリゼーションと世界都市研究ネットワーク」(GaWC)では、2019年にはガンマ＋の都市に評価された。
日本語ではオルランドやオランドーの表記も見られる。

## 概要
オーランドはウォルト・ディズニー・ワールド・リゾート、ユニバーサル・オーランド・リゾート、シーワールド・オーランドなど幾つものテーマパーク・遊園地を有している。またゴルフ場も100ヶ所以上を数える。豪華なリゾートホテルが林立し、郊外には幾つものショッピングセンターやアウトレットモールがある。
手つかずの自然も多く残り、自然保護区が多数指定されている。デイトナビーチなど近郊の海岸にはビーチリゾートが発展しており、世界中から多くの観光客が訪れる。スーパーボーイズグループ、バックストリート・ボーイズのホームタウンでもある。

## 地理
オーランドは北緯28度32分1秒 西経81度22分33秒 / 北緯28.53361度 西経81.37583度 (28.533513, -81.375789)に位置している。
アメリカ合衆国統計局によると、オーランド市は総面積261.5km2(100.9 mi2)である。このうち242.2 km2(93.5 mi2)が陸地で19.3km2(7.5 mi2)が水地域である。総面積の7.39%が水地域となっている。

### 地域

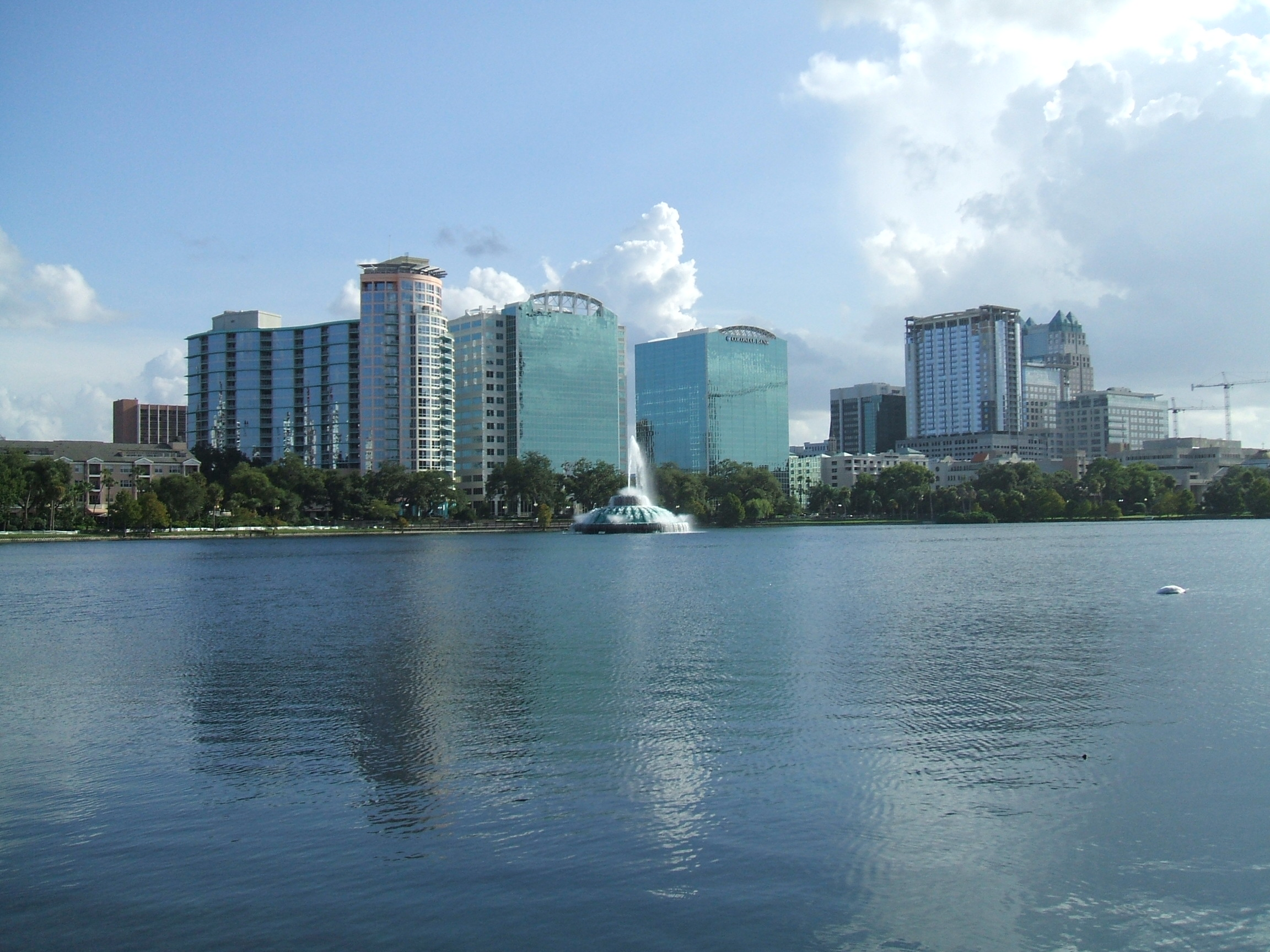
イオラ湖から望むダウンタウン

オーランド市域内には115のコミュニティがある。そのいくつかは：
| - Airport North - Azalea Park - Baldwin Park - Belle Isle - Callahan - Central Business District - Conway - Crescent Park - Delaney Park | - Goldenrod - Metro North - Millenia - North Orange - パークセントラル (Park Central) - Roosevelt Park - Thornton Park - Union Park - West Colonial |

## 気候
オーランドの気候は1年を通して温暖である。一方で、他のフロリダ半島の都市と同様、年々ハリケーンの被害が深刻となっており、特に2004年はチャーリー、フランシスなどの大型ハリケーンに見舞われ、洪水が相次いだ。

## 歴史
オーランドは1875年に誕生した町である。当初は野菜や柑橘類を都市に運ぶ集散地として発達した。第二次世界大戦中は陸軍の拠点基地として機能していた。1956年には軍用機製造のマーティン社（のちにロッキードに吸収された）が誕生、空軍の主要基地として、また近郊のケネディ宇宙センター(KSC)の従業員の住宅地として発展を遂げた。
しかし、1965年にウォルト・ディズニーがテーマパーク進出を表明し、1971年に開園するとそれまで軍事都市、航空宇宙産業都市であったオーランドの性格は一変し、フロリダ州のみならず全米でも有数の観光都市へと変貌した。
なお、市名はこの地で死を遂げたといわれるセミノール戦争の兵士オーランド・リーヴズ(Orlando Reeves)に因むとされる。但し実際にはそういう名前の兵士の公式記録は残っていない。またシェイクスピアの喜劇「お気に召すまま」の主人公オーランドーからとったという説もある。

## 経済

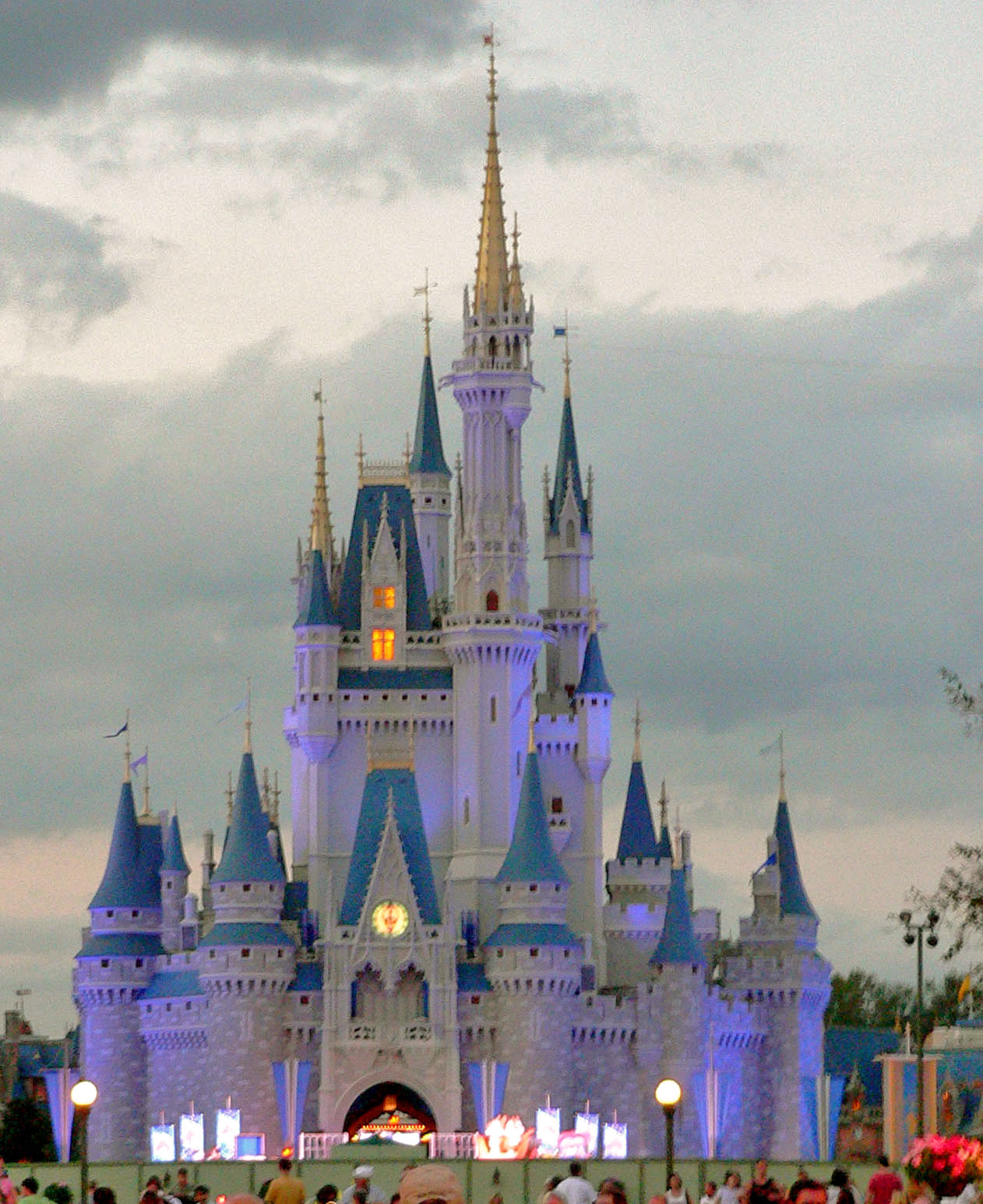
ディズニーリゾートのマジック・キングダム

発着数が多いオーランド国際空港の空の便を活用した半導体、エレクトロニクス産業が盛んで、タンパと共にエレクトロニクスベルトを形成する。その他、近郊の農産品、花卉や野菜、柑橘類の集散地としても機能し、近年は観光都市だけにとどまらない商工業都市としての発展も見せている。

## 交通

### 航空
オーランド市の主力空港はオーランド国際空港である。オーランド国際空港駅には高速列車ブライトラインが乗り入れている。
近郊のオーランド・サンフォード国際空港も利用されている。また、オーランド・エグゼクティブ空港はチャーター飛行などに使われている。

### 鉄道（アムトラック）
市内にはアムトラックのオーランド駅があり、大陸横断鉄道の長距離列車や、ワシントンD.C.、ニューヨーク方面への長距離列車などが発着する。
- サンセット・リミテッド : オーランド－ジャクソンビル－ニューオーリンズ－ヒューストン－サンアントニオ－エルパソ－ツーソン－ロサンゼルス
- シルバースター : マイアミ-タンパ－オーランド－ジャクソンビル－サバンナ－ワシントンD.C.－ボルチモア－フィラデルフィア－ニューヨーク
- シルバーメテオ : マイアミ－オーランド－ジャクソンビル－サバンナ－チャールストン－ワシントンD.C.－ボルチモア－フィラデルフィア－ニューヨーク

### 長距離バス（グレイハウンド）
グレイハウンドのバスターミナルはダウンタウンにある。オーランドは同社のハブとなるターミナルの1つで、ニューヨーク、ダラス、クリーブランドからの長距離バスやジャクソンビル、デイトナビーチ、マイアミ、タンパ、タラハシーなどフロリダ州各地からの中距離バスが発着し、これら相互の乗り換えの拠点となっている。

## 教育
オーランドはアメリカで第2の規模を誇る州立総合大学 セントラルフロリダ大学 がキャンパスを構える。

## スポーツ
オーランドはダウンタウン オーランド内にあるアムウェイ・センターで試合を行っているNBAプロバスケットボール・フランチャイズ、オーランド・マジックの本拠地である。このチームは1995年と2009年にNBAファイナルに進んだ。
アリーナフットボールリーグのw:Orlando Predatorsもアムウェイ・アリーナで試合を行っている。1991年のリーグに参加して以来、ここは2つのアリーナボウルタイトル(1998年及び2000年) を持つw:Tampa Bay Stormと歴史的な競争を行っている、ヤングリーグの伝説的なフランチャイズの1つとなった。2023年にはXFLのオーランド・ガーディアンズが本拠地を置いた。
2015年からメジャーリーグサッカーに参加するオーランド・シティSCはシトラス・ボウルを本拠地としている。
数多くの泉があり、ケイブダイビングが盛んである。また、ゴルフ場やテニスコートが多く、レジャースポーツが盛ん。

## 人口統計
以下は2000年国勢調査における人口統計データである。
| 基礎データ - 人口: 185,951人 - 世帯数: 80,883世帯 - 家族数: 42,382家族 - 人口密度: 767.9人/km2（1,988.9人/mi2） - 住居数: 88,486軒 - 住居密度: 365.4軒/km2（946.4軒/mi2） 人種別人口構成 - 白人: 61.10% - アフリカン・アメリカン: 26.85% - ネイティブ・アメリカン: 0.34% - アジア人: 2.68% - 太平洋諸島系: 0.08% - その他の人種: 5.41% - 混血: 3.54% - ヒスパニック・ラテン系: 17.48% 年齢別人口構成 - 18歳未満: 22.0% - 18-24歳: 10.7% - 25-44歳: 37.3% - 45-64歳: 18.6% - 65歳以上: 11.3% - 年齢の中央値: 33歳 性比（女性100人あたり男性の人口） - 総人口: 94.0 - 18歳以上: 91.3 | 世帯と家族（対世帯数） - 18歳未満の子供がいる: 24.5% - 結婚・同居している夫婦: 32.4% - 未婚・離婚・死別女性が世帯主: 15.4% - 非家族世帯: 47.6% - 単身世帯: 35.0% - 65歳以上の老人1人暮らし: 8.5% 平均構成人数 - 世帯: 2.25人 - 家族: 2.97人 収入の中央値 - 世帯: 35,732米ドル - 家族: 40,648米ドル - 性別 - 男性: 30,866米ドル - 女性: 25,267米ドル 人口1人あたり収入 21,216米ドル 貧困線以下 - 対人口: 15.9% - 対家族数: 13.3% - 18歳未満: 27.0% - 65歳以上: 12.6% |

市内にはプエルトリコ系、ドミニカ系、キューバ系、及びベネズエラ系の各住民がそれぞれ大規模なコミュニティを形成している。

## 姉妹都市
| - セーヌ＝エ＝マルヌ県、フランス共和国 - 桂林、中華人民共和国 - 台南市、中華民国 - オレンブルク、ロシア連邦 | - クリチバ、ブラジル連邦共和国 - 浦安市、日本 - レイキャネス、アイスランド共和国 - モンテレイ、メキシコ合衆国 |